# Alojzy Pronobis
Alojzy Pronobis (Alois Pronobis) (ur. w Bytkowie na Górnym Śląsku, zm. w Bytomiu) – polityk śląski, pierwotnie polski działacz narodowy, następnie śląski działacz niepodległościowy, uczestnik walk podczas obalania monarchii w Berlinie w roku 1918, założyciel delegatury Związku Wojackiego w Bytkowie w roku 1918, naczelny organizator i III komendant powiatu katowickiego Polskiej Organizacji Wojskowej Górnego Śląska w roku 1919 i jej delegat na rozmowę z Józefem Piłsudskim, prezes katowickiej, powiatowej Rady Ludowej w latach 1919-1920, dowódca frontowy podczas I powstania śląskiego w roku 1919, założyciel Polskiego Związku Górnośląskich Autonomistów w roku 1920, autor broszury wspomnieniowo-propagandowej, działacz Związku Górnoślązaków-Bund der Oberschlesier i wydawca jego organu prasowego w roku 1922.

## Działalność
Podczas obalania monarchii Hohenzollernów jesienią 1918 roku przebywał w Berlinie. Tam usiłował przekonać przejmujących władzę w Niemczech liderów do przyznania Górnemu Śląskowi politycznej autonomii oraz wprowadzenia na jego terenie równouprawnienia języka polskiego. Jednak przywódca socjaldemokratów (SPD) Phillipp Scheideman nie był zainteresowany żadnymi zmianami politycznego statusu Rejencji Opolskiej, natomiast pozytywne nastawienie przedstawił przewodniczący komunistów (KPD) Karl Liebknecht. Po powrocie do Bytkowa Pronobis przystąpił do obozu polskiego. U schyłku 1918 roku zajął się organizacją delegatury Związku Wojackiego w rodzinnej miejscowości. Gdy Polacy na początku roku 1919 założyli w przygranicznym do Górnego Śląska Sosnowcu Polską Organizację Wojskową (POW) Górnego Śląska, był III komendantem powiatu katowickiego, pełniącym funkcję naczelnego organizatora oraz prezesem tutejszej Rady Ludowej. Gdy latem 1919 roku konflikty społeczne sięgnęły tu zenitu obóz Korfantego wysłał delegację do Warszawy. Jednym z delegatów polskich Ślązaków na spotkaniu z przedstawicielami polskich władz, bezskutecznie domagających się wsparcia Polaków dla zbrojnej akcji na Śląsku był właśnie Alojzy Pronobis.

### Dowódca powstańczy
Gdy w nocy z 16 na 17 sierpnia 1919 roku wybuchło I powstanie śląskie Pronobis był oficerem polowym. Pod pseudonimem „Białek” dowodził tu oddziałami walczącymi w okolicach Katowic i Siemianowic, które wycofał za granicę do Czeladzi, gdy niemiecką Straż Graniczną (Grenzschutz) wsparły posiłki z Katowic i Bytomia. W okolicach kopalni „Saturn” zebrał nowe oddziały. Narzekał tam na Polaków, którzy nie kwapili się z zapewnieniem powstańcom pożywienia. Alojzy Pronobis na czele wzmocnionego oddziału wkroczył z terytorium Polski na Górny Śląsk w rejonie powiatu tarnogórskiego, a następnie zdobył tam Miasteczko Śląskie. 24 sierpnia powstańcy, którzy zostali rozgromieni przez niemiecką Straż Graniczną, ewakuowali się za granicę do Polski (Sosnowiec, Jaworzno, Oświęcim). Wkrótce po klęsce powstania, 10 września z rozkazu ppłk Michała Żymierskiego, Alojzy Pronobis został bez podania powodu internowany w Sosnowcu – głównej siedzibie POW Górnego Śląska. Przyczyną uwięzienia Pronobisa była jego ostra krytyka wobec władz polskich, które nie udzieliły powstańcom pomocy zbrojnej, ani logistycznej. Wkrótce „na życzenie śląskiej milicji, za wichrzenie w obozach górnośląskich” skierowano go do polskiego obozu Kraków-Dąbie, przeznaczonego dla czeskich, słowackich, śląskich i ukraińskich działaczy narodowych, w którym pod koniec 1918 roku więziono Julię Kożdoń – żonę porwanego lidera Śląskiej Partii Ludowej – Józefa Kożdonia oraz wielu stronników tego ugrupowania. Natomiast Pronobisowi udało się uciec z konwoju na stacji kolejowej w Trzebini, po czym wrócił on na Górny Śląsk.

### Górnośląski niepodległościowiec
W roku 1920 Pronobis z Bytkowa wydał w języku niemieckim broszurę Geschichte des Oberschlesisches Aufstandes und seine Resultate oraz jej streszczenie po polsku Historia powstania górnośląskiego i jego rezultaty. W wersji niemieckojęzycznej widnieje jego portret podpisany „C.G. Pronobis”. Krytykował tam bałagan w powstańczych szeregach oraz poczucie wyższości oficerów z Polski nad Ślązakami oraz przypadki samowoli Polaków na Górnym Śląsku. Chociaż Pronobis uważał się za Polaka to jednak był zwolennikiem Polskiego Związku Górnośląskich Autonomistów (Polnischer Verbandes oberschlesischer Autonomisten), który popierał opcję utworzenia Wolnego Państwa Górny Śląsk z ziem Prowincji Górnośląskiej i Śląska Cieszyńskiego, jako jedynej alternatywy wobec polsko-pruskiego sporu. W swoim wywodzie ostrzegał bojowników o przyznanie Górnego Śląska – Polsce, by nie żałowali swego działania „jak już żałują Słowacy” wspólnego państwa z Czechami. Na końcu swej broszury lider Polskiego Związku Górnośląskich Autonomistów nawoływał: „Niech żyje autonomiczny Górny Śląsk i Śląsk Cieszyński”, mając na myśli ówczesne pojęcie „autonomii zupełnej”, czyli po prostu niepodległości Górnego Śląska.
Zgodnie z założeniami Pronobisa, prymat w niepodległym Państwie Górnośląskim mieli posiadać polscy Ślązacy. Istnieją hipotezy historyczne, że Polski Związek Górnośląskich Autonomistów wspierał finansowo książę von Donnersmarck. Na łamach górnośląskiej prasy pojawiły się nawet spekulacje, że książę von Donnersmarck będzie pretendował do roli prezydenta niepodległej Republiki Górnośląskiej. W tygodniku „Der Bund-Związek” wyrażono zaskoczenie tymi rewelacjami i stwierdzono, iż „wolnokrajowcom” nic nie wiadomo na temat poparcia księcia dla idei niepodległości, a na pewno nie należy do ich organizacji. Natomiast już w pierwszym numerze organu prasowego Związku Górnoślązaków-Bund der Oberschlesier ukazał się tekst „Broszura Pronobisa”: Pronobis z Bytkowa wydał broszurkę o polskim powstaniu i jego skutkach. Gazeta Ludowa rozszerza kłamstwo, iż Pronobisa przekupił „Związek Górnoślązaków” za 35 000 marek, który też umożliwił wydanie jego książki. Pronobis miał wprawdzie raz rozmowę z p. doktorem Lataczem, któremu powiedział, iż cierpienia jakich doznał w Polsce, były przyczyną odwrócenia się od polskiej partii, i że poświęcić chce swoje siły dla programu „Związku Górnoślązaków”, który jedynie ma dobro Górnego Śląska na oku. Dr. Latacz, któremu było znajomo, iż Pronobis był wielkopolskim przywódcą, sądził, że ma do czynienia z polskim wypytaczem i rozmowa nie miała żadnego rezultatu. Pieniędzy nie otrzymał Pronobis od dr. Latacza ani fenyga. Słowa końcowe Pronobisa: Niech żyje samodzielny złączony Górny i Cieszyński Śląsk można podkreślić, a czytanie jego broszurki naszym czytelnikom polecić. Gdy Pronobis był atakowany przez niemieckie i polskie gazety plebiscytowe, w piśmie Związku Górnoślązaków-Bund der Oberschlesier „Der Bund-Związek” ukazywały się polemiki.
Ówcześni działacze polscy twierdzili, że „Der Bund-Związek” jest wydawany przez Pronobisa. Zgodnie z powszechną opinią ówczesnych działaczy i współczesnych badaczy Pronobis był członkiem Związku Górnoślązaków-Bund der Oberschlesier, a stworzona przezeń organizacja, poprzez przymiotnik „polski” w swej nazwie, miała przyciągnąć do obozu górnośląskich niepodległościowców, zdeklarowanych górnośląskich Polaków. Polska prasa zarzucała Pronobisowi współpracę z niemieckimi dywersantami: Ręka w rękę współpracowali z tą zbrodniczą bandą m.in. […] Alojzy Pronobis, alias Białek z Bytkowa, obok „kryminalisty” Pronobisa, czcigodny „sługa” boży Ulitzka. Polacy chcieli jakoś zdezawuować fakt, że jeden z czołowych działaczy narodowo-polskich w okręgu katowickim przeszedł na stronę górnośląskich niepodległościowców, więc pisano: […] współpracowały z Lataczem niektóre wybitnie podejrzane elementy, jak […] Alojzy Pronobis, kryminalista i konfident niemieckiej policji – w roku 1910 miał Pronobis jeden z większych procesów o włamanie. Polski Związek Górnośląskich Autonomistów (niem. Polnischen Verbandes oberschlesischer Autonomisten) nie afiszował się zbytnio swoją działalnością, obawiając się napaści ze strony Bojówki Polskiej. Alojzy Pronobis został unieszkodliwiony inaczej. Jesienią 1921 został on uśmiercony medialnie. „Kurier Śląski” zamieścił fałszywą notatkę o „śmierci renegata Pronobisa z Bytkowa”. Stąd niektórzy autorzy właśnie tutaj lokują koniec jego życia. Jednak wiosną roku 1922 Alojzy Pronobis sygnował pismo do Carla Severinga, jako wydawca „Bund-Związek”, gdzie ukazywał się jako jedyny rozumiejący sytuację na Górnym Śląsku. W dokumentach ministra spraw wewnętrznych Prus – Carla Severinga z 1 kwietnia 1922 roku scharakteryzowano Alojzego Pronobisa, jako wydawcę tygodnika „Bund-Związek”, który w swej walce plebiscytowej odrzucał polską opcję, ale również bardzo samowolnie interpretuje wydarzenia i koncepcje, stojące po stronie niemieckiej.